# Boni Bler
Boni Katlin Bler (rođena 18. marta 1964) je penzionisana američka brzinska klizačica. Ona je jedna je od najboljih klizačica svoje epohe i jedna od najuspešnijih sportista u olimpijskoj istoriji. Bler se takmičila za Sjedinjene Države na olimpijskim igrama četiri puta, osvojivši pet zlatnih i jednu bronzanu medalju.
Bler je svoj olimpijski debi imala u Sarajevu 1984. godine, gde je završila na osmom mestu na 500 metara. U to vreme Bler je trenirala klizanje u kratkim i dugim stazama. Osvojila je svetsko prvenstvo u kratkim stazama 1986. godine. Bler se vratila na Olimpijske igre 1988. godine takmičeći se u dugoj stazi na Zimskim olimpijskim igrama 1988. godine u Kalgariju. Tamo je osvojila svoju prvu zlatnu olimpijsku medalju na 500 metara i bronzanu medalju na 1.000 metara. Bler je osvojila dve zlatne medalje na Zimskim olimpijskim igrama 1992. godine u Albervilu i svoje poslednje dve zlatne olimpijske medalje na igrama u Lilehameru 1994. godine. Bler se nastavila da se takmiči tokom 1995. godene, kada je održano Svetsko prvenstvo u Milvokiju, a konačno se povukla u martu 1995. godine.
Nakon što se povukla iz brzinskog klizanja, Bler je postala motivacijski govornik. Uvedena je u Sportsku dvoranu slavnih u Čikagu, Atletsku kuću slavnih Visconsina i Olimpijsku dvoranu slavnih Sjedinjenih Država.

## Detinjstvo, mladost i obrazovanje
Bler je rođena u Kornvolu u Njujorku od roditelja Čarlija i Eleanor Bler. Ona je najmlađa od šestoro dece. Njena kuma je kanadska klizačica Kati Pristner. Porodica se preselila u Šampejn u državi Ilinois kada je Boni bila malo dete. Sledeći svoju braću i sestre, Boni se prvi put okušala u klizanju kad joj je bilo dve godine. Učestvovala je u svom prvom klizačkom naticanju kad je imala 4. godine. U ranoj mladosti se Bler takmičila u „pak stilu”, odnosno brzom klizanju na kratke staze, gde se nekoliko klizača istovremeno kreće po ledu. Sa 7 godina, Bler je pobedila u svojoj starosnoj grupi na klizačkom prvenstvu u Ilinoisu. Ona je pohađala Džefersonovu srednju školu i kasnije Sentenijalnu srednju školu u Šampejnu. Pored klizanja, Bler je takođe bila vođa čirlidera i član studentskog saveta.
Tek 1979. godine, kad je olimpijska medaljistkinja Kati Pristner Faminov postala trener Blerove, ona je prešla iz pak stila na brzo klizanje na duge staze u kojem se klizači takmiče za najbrže vreme. Sa 15 godina, Bler se oprobala u nacionalnom timu, stekavši mesto u svom prvom pokušaju. Usredsređena na Olimpijske igre 1984. godine, Bler je otišla na pripreme u Evropi. Da bi se pokrili troškovi njenih priprema u Evropi, Udruženje dobrovoljaca policije iz Šampejna je počelo da je delom sponzira. Srednju školu je završila putem pošte 1982. godine. Ona se preselila se u okolinu Milvokija da bi trenirala sa američkim nacionalnim timom za brzo klizanje, živeći sa porodičnim prijatelja tokom tog perioda. Bler je pohađala nastavu na Parkland koledžu, mada je nastava bila manje prioritetna nego obuka, i ona nije stekla diplomu.

## Karijera

### Rana karijera i prve Olimpijske igre (1984–1986)
Bler je debitovala na međunarodnom takmičenju na Svetskom prvenstvu u sprintu 1984. gde je zauzela deseto mesto. Kasnije te godine, Bler se pojavila na svojim prvim Olimpijskim igrama sa 19 godina u Sarajevu. Bler se nije smatrala favoritom i kasnije se prisetila da je bila srećna samo što je bila na igrama i videla svoju porodicu na tribinama. Nije uspela da osvoji medalju i završila je osma na 500 metara. SAD nisu uspele da osvoje nijednu medalju u brzom klizanju na Olimpijskim igrama 1984. Posle Olimpijskih igara 1984. Bler je blisko sarađivala sa trenerom Majkom Krouom kako bi poboljšala svoje veštine klizanja kako bi se takmičila sa moćnim klizačima Istočne Nemačke.
Snažan nastup na metričkom višebojskom prvenstvu Međunarodnog klizačkog saveza Sjedinjenih Država, održanom u Vest Alisu, Viskonsin, doneo je Blerovoj mesto u američkom ženskom sprinterskom timu na duge staze za Svetsko prvenstvo 1985. godine. Bler je pobedila na 500 i 1500 metara na takmičenju u Vest Alisu, i smatrana je jednim od najjačih kandidata za medalju američkog tima. Na stazi Svetskog kupa 1985-1986, Bler je završila četvrta na četiri udaljenosti: 500 metara, 1.000 metara i 1.500 metara. U maju 1985. godine, u vreme kada je američkom brzom klizanju nedostajalo jedinstvo, Međunarodna asocijacija brzog klizanja SAD zamenila je trenera nacionalnog tima Dajan Holum sa Majkom Krouom.
Za to vreme, Bler je trenirala na kratke i duge staze. Bler je pobeđivala na svetskim prvenstvima 1984, 1985. i 1986. i bila je ukupni svetski šampion u kratkim stazama 1986. godine.

### Uspon i osvajanje olimpijske medalje (1987–1989)
Početkom 1987, Bler je osvojila titulu svetskog kupa na 500 i 1.000 metara. Usledila je titula u Svetskom kupu tako što je postavila svoj prvi svetski rekord na 500 metara sa vremenom 39,43 sekunde. Bler je takođe dokazala da može da pobedi svetsku šampionku iz Istočne Nemačke Karin Enke-Kaniju u međusobnim mečevima. Iako je Bler bila četiri inča niža od Enke-Kanije, Blerina tehnika i brzo startno vreme učinili su je velikom konkurencijom. Bler je držala svetski rekord na 500 metara do decembra 1987. kada je Krista Rotenburger nadmašila njeno vreme na Svetskom prvenstvu. Blair je, pod lošim vremenskim prilikama sa kašljem i prehladom, završila druga na takmičenju. Sveukupno, Bler je osvojila 4 od 18 ženskih medalja na Svetskom prvenstvu 1987; Klizači iz Istočne Nemačke, uključujući Rotenburger, osvojili su 13.

## Spoljašnje veze
- Boni Bler на веб-сајту  (језик: енглески)
- Boni Bler на веб-сајту